# Estadio de la Paz y la Amistad
El Estadio de la Paz y la Amistad, conocido también por las siglas SEF (en griego, Στάδιο Ειρήνης και Φιλίας, Stadio Irinis ke Filías), es un recinto cubierto polivalente ubicado en la ciudad de El Pireo (Grecia).
Pertenece al Complejo Olímpico Deportivo de Faliro, y acogió el torneo de voleibol en los Juegos Olímpicos de 2004. Desde 1992 es la sede oficial de juego del equipo de baloncesto Olympiakos.

## Eventos deportivos más importantes

### Atletismo
- Campeonato Europeo de Atletismo en Pista Cubierta: 1985

### Boxeo
- Campeonato Europeo de Boxeo Aficionado: 1989

### Voleibol
- Final de Liga de Campeones masculino: 1989
- Final Four de Liga de Campeones masculino: 1992
- Final Four de Liga de Campeones masculino: 1993
- Campeonato Mundial masculino: 1994
- Campeonato Europeo masculino: 1995
- Final Four de Copa CEV masculino (Recopa de Europa): 1996
- Final Four de Copa CEV masculino (Top Teams Cup): 2005
- Juegos Olímpicos - Competición de voleibol: 2004

### Baloncesto
- Final de Copa de Europa de baloncesto: 1985
- EuroBasket: 1987
- Final de Recopa de Europa de baloncesto: 1989
- Final Four de  Liga Europea de baloncesto: 1993
- Campeonato Mundial de Baloncesto masculino: 1998

### Lucha
- Campeonato Europeo de Lucha: 1986

### Gimnasia
- Campeonato Europeo de Gimnasia Artística Femenina: 1990
- Campeonato Mundial de Gimnasia Rítmica: 1991